# Union Iron Works
Union Iron Works est un chantier naval de la marine des États-Unis situé à San Francisco en Californie.

## Histoire
En 1897, après la construction du Holland, l'US Navy passait commande de plusieurs autres sous-marins du même modèle : ils allaient constituer la classe Plunger. C'est aux forges d'Union Iron Works que ces torpilleurs furent assemblés. Leur constructeur, John Philip Holland, avait créé en février 1899 sa propre compagnie : Holland Torpedo Boat Company qui deviendra par la suite (1904) Electric Boat Company.